# Samuel Goodenough
Samuel Goodenough, född den 29 april 1743 i Kimpton nära Weyhill, Hampshire, död den 12 augusti 1827 i Acton Green, London, var en engelsk botanist och kyrkoman. Han var far till Edmund Goodenough samt farfar till James Graham och William Howley Goodenough.
Goodenough blev biskop i Carlisle 1808. Han var vicepresident i Linnean Society, till vars grundare han hörde 1787. År 1789 blev Goodenough Fellow of the Royal Society och han blev senare vicepresident även i detta lärda sällskap. Han författade skrifter om släktena Carex och Fucus.Auktorsnamnet Gooden. kan användas för Samuel Goodenough i samband med ett vetenskapligt namn inom botaniken; se Wikipediaartiklar som länkar till auktorsnamnet.